# Arsuri
Arsuri románul: Arsuri, falu Romániában, a Bánságban, Krassó-Szörény megyében.
Somosréve (Cornereva) mellett fekvő település.

## Története
Arsuri korábban Somosréve (Cornereva) része volt. 1956-ban vált külön településsé 24 lakossal.
1966-ban 49, 1977-ben 46, 1992-ben 41, a 2002-es népszámláláskor 53 román lakosa volt.